# Hypostomus derbyi
 Hypostomus derbyi és una espècie de peix de la família dels loricàrids i de l'ordre dels siluriformes.

## Morfologia
Els mascles poden assolir els 30,5 cm de longitud total.

## Distribució geogràfica
Es troba a Sud-amèrica: afluents paraguaians del riu Paranà.